# Diaphractus
Genre
Diaphractus est un genre d'araignées aranéomorphes de la famille des Gnaphosidae.

## Distribution
Les espèces de ce genre se rencontrent en Afrique australe et en Afrique de l'Est.

## Liste des espèces
Selon World Spider Catalog (version 17.5, 01/11/2016) :
- Diaphractus assimilis Tullgren, 1910
- Diaphractus leipoldti Purcell, 1907
- Diaphractus muticus Lawrence, 1927

## Publication originale
- Purcell, 1907 : New South African spiders of the family Drassidae in the collection of the South African Museum. Annals and Magazine of Natural History, sér. 7, vol. 20, p. 297-336 (texte intégral).